# Giuseppe Parlato
Giuseppe Parlato (Milano, 29 maggio 1952 – Castelnuovo di Porto, 2 giugno 2025) è stato uno storico italiano.
Docente ordinario di storia contemporanea, i suoi interessi di ricerca si sono concentrati su risorgimento e fascismo.

## Biografia
Nato a Milano nel 1952, si laurea a Torino nel 1974 con una tesi riguardante i moti piemontesi del 1821. 

### Carriera accademica
Trasferitosi a Roma, dal 1981 è ricercatore di storia contemporanea all'Università "La Sapienza" presso la cattedra di Renzo De Felice.
Dal 1992 al 1994 ha insegnato storia del sindacalismo e del movimento operaio presso la facoltà di giurisprudenza dell'Università di Camerino.
È stato professore ordinario di storia contemporanea presso la facoltà di interpretariato e traduzione della Università Internazionale di Roma (Unint), Ateneo di cui è stato preside e rettore.
Il 10 maggio 2023 gli è stato conferito il titolo di professore emerito dalla Università Internazionale di Roma (Unint).

### Attività
È stato presidente della Fondazione Ugo Spirito e Renzo De Felice di Roma, un ente culturale e di ricerca scientifica che mira alla conservazione e alla valorizzazione del patrimonio storico-culturale dell'Italia unita con particolare attenzione al Novecento.
Il 17 luglio 2023 è stato nominato dal Ministro della Cultura Commissario straordinario dell'Istituto storico italiano per l'età moderna e contemporanea; il 22 febbraio 2024 è nominato Direttore dello stesso Istituto e in tale veste fa parte della Giunta Storica Nazionale, della quale il 9 aprile 2024 è stato eletto vicepresidente.
Dal settembre 2023 è stato direttore responsabile degli "Annali della Fondazione Ugo Spirito e Renzo De Felice - Il Presente storico", quadrimestrale di storia contemporanea.
Dal marzo 2019 è stato presidente della sezione di Storia della Croce Rossa e della Medicina del Comitato Scientifico della Croce Rossa Italiana.
Ha diretto, dal 2014 al 2023 le collane "Contemporanea" (con Ester Capuzzo) e "Presente storico" di Luni editrice di Milano. 
Dal numero 4/2014 al 4/2016 (stampa maggio 2017) è stato coordinatore del comitato di direzione della rivista «Nova Historica»; del Comitato hanno fatto parte anche Francesco Bonini, Simona Colarizi e Gaetano Sabatini.
È stato inoltre componente del comitato scientifico della rivista «Nuova Storia Contemporanea» e di Storia in Rete.
È stato il presidente del comitato scientifico del "Comitato 10 febbraio", associazione che si occupa delle foibe e dell'esodo giuliano-dalmata.

## Opere
- Dizionario dei Piemontesi compromessi nei moti del 1821, vol. I, Istituto per la Storia del Risorgimento, Torino 1982.
- Dizionario dei Piemontesi compromessi nei moti del 1821, vol. II, Istituto per la Storia del Risorgimento, Torino 1986.
- Il sindacalismo fascista, vol. II: Dalla "Grande crisi" alla caduta del regime (1930-1943), Bonacci, Roma 1989.
- Il Convegno italo-francese di studi corporativi (1935), Fondazione Ugo Spirito, Roma 1991.
- Riccardo Del Giudice dal sindacato al governo, Fondazione Ugo Spirito, Roma 1992.
- Renzo De Felice: il lavoro dello storico tra ricerca e didattica, (curatore, assieme a Giovanni Aliberti), LED, Milano 1999.
- La sinistra fascista: storia di un progetto mancato, Il Mulino, Bologna 2000.
- Benito Mussolini: una biografia per immagini, Gribaudo, Cavallermaggiore 2001.
- Fascisti senza Mussolini: le origini del neofascismo in italia (1943-1948), Il Mulino, Bologna 2006.
- Mezzo secolo di Fiume: economia e società a Fiume nella prima metà del Novecento, Cantagalli, Siena 2009.
- Gli italiani che hanno fatto l'Italia. 151 personaggi per la storia dell'Italia unita 1861-2011, Rai Eri, Roma 2011.
- Renzo De Felice: Scritti giornalistici, 3 volumi, (curatore), Luni editore, Milano, 2016-2019
- La Fiamma dimezzata. Almirante e la scissione di Democrazia Nazionale, Luni editore, Milano, 2017
- La Nazione dei nazionalisti. Liberalismo, conservatorismo, fascismo, Fallone editore, Taranto, 2020
- Le destre nell'Italia del secondo dopoguerra. Dal qualunquismo ad Alleanza Nazionale (con Andrea Ungari), Rubbettino, Soveria Mannelli 2021.